# Hansa (HSK 11)
Pour les articles homonymes, voir Hansa et HSK.
Le Hansa fut le dernier croiseur auxiliaire mis en service par la Kriegsmarine pendant la Seconde Guerre mondiale.

Il fut connu sous le nom de Schiff 5', ou encore HSK 5 (II) (le premier  fut le Pinguin (HSK 5) coulé en 1941). Il n'eut pas de nom de code attribué par la Royal Navy car il ne fut jamais en service comme raider de commerce.

## Histoire
Primitivement le Hansa était un navire de commerce britannique du nom de Glengarry commandé au chantier  Burmeister & Wain de Copenhague pour la compagnie britannique Glen Line.

Lors de l'occupation allemande du Danemark le navire en construction est saisi et conduit en 1942 au chantier naval de Wilton-Fijenoord de Schiedam pour être transformé en croiseur auxiliaire sous le nom de Hansa. En 1943 il reçoit son armement au chantier Blohm + Voss de Hambourg.
En 1944 il est affecté comme navire-école de cadets (Kadettenschulschiff) et reçoit aussi un équipement particulier d'observation militaire développé par la firme allemande d'hélicoptère Focke-Achgelis  l'autogire appelé bergeronnette.

Il sert aussi de transporteur de troupes et de réfugiés lors de la retraite allemande de mer Baltique et de province de Prusse-Orientale.
Après la guerre il est transféré au Royaume-Uni et récupéré par son ancien armateur.